# Bassila
Bassila es una comuna beninesa perteneciente al departamento de Donga.
En 2013 tiene 130 091 habitantes, de los cuales 46 569 viven en el arrondissement de Bassila.
Se ubica sobre la carretera RNIE3, unos 60 km al sur de Djougou. Su territorio abarca la mitad meridional del departamento y es fronterizo por el oeste con Togo.

## Subdivisiones
Comprende los siguientes arrondissements:
- Alédjo
- Bassila
- Manigri
- Pénéssoulou